# Haarlemmerdijk 39
Haarlemmerdijk 39, Amsterdam is een gebouw aan de Haarlemmerdijk in Amsterdam-Centrum. Het gebouw werd in november 2004 tot gemeentelijk monument verklaard.
De Haarlemmerdijk, in het verlengde van de Haarlemmerstraat is een eeuwenoude straat net ten noorden van de grachtengordel. De originele gebouwen zijn in de loop der eeuwen grotendeels vervangen door nieuwbouw, dan wel nieuwbouw op nieuwbouw.

## Nieuwbouw
Rond 1896 werd hier een nieuwe gebouw neergezet naar ontwerp van architect François Marie Joseph Caron. De aanbesteding werd op dinsdag 25 maart 1895 gedaan in het Hotel Americain: "Het sloopen van perceel no. 39 en ter plaatse bouwen van een winkelhuis aan den Haarlemmerdijk te Amsterdam".
Caron ontwierp ook de buurpanden Haarlemmerdijk 37 en Haarlemmerdijk 43. De drie gebouwen hebben alle een bouwstijl die tekenen van de art nouveau laten zien. Volgens architectuurhistoricus Vincent van Rossem is Haarlemmerdijk 39 het uitbundigst binnen die stijl, alhoewel er nog tekenen van neorenaissance te zien zijn. In de gevel is ook in de 21e eeuw lezen voor wie dit gebouw neergezet is: Visch- en fruithandel N. Roeraade (Neeltje Roeraade). Het gebouw valt op door haar speelse en kleurrijke voorgevel. Daar waar hier in de buurt voornamelijk baksteen zichtbaar is, werd de voorgevel van nr. 39, daar waar zij niet van natuursteen is grotendeels bepleisterd. De winkelverdieping is uitgevoerd in een natuurstenen boog (net als bij nr. 43), maar is hier toch voornamelijk rond (hoekig op nr. 43). In de boog zelf is in zich terugtrekkend steen de naam te lezen (N. Roeraarde). Aan weerszijden van de naam zijn versieringen aangebracht in de boog, volgens Max Put katten (anderen omschrijven het als draken) en planten. Die verdieping lijkt op het eerste oog symmetrisch, maar deze wordt tenietgedaan door een teruggetrokken winkeldeur ten opzichte van de etalageruit, opvallend is dat hier gekozen is voor één toegangsdeur voor winkel- en bovenetages. Een segment van die ruit is uitgevoerd in gebogen glas, zodat de overgang vloeiend verloop. In een uitstulping aan de rechterzijde van de boog is de naam van de architect leesbaar. De scheiding tussen etalageramen en bovenlicht is eveneens vloeiend uitgevoerd. Aan de bovenzijde van de natuurstenen boog bevinden zich twee trapmotieven waarboven in uitsparingen twee tegeltableaus te vinden zijn. De linker laat een octopus zien met twee vissen, de rechter een zeehond met vissen. Die boog bevat tevens twee muurankers uitgevoerd in de vorm van palingen.
De eerste verdieping begint al ter hoogte van het einde van de boog en midden in de tegeltableaus. Het is aangegeven door menshoge rechthoekige klapdeuren met daarvoor een hekwerk. Aan weerszijden van die deur zijn roodbruine versieringen op het pleisterwerk te zien. Ook deze etage lijkt symmetrisch, maar links begint een pilaster die rechts ontbreekt. Boven een puibalk bevindt zich over bijna de volle breedte van de gevel wederom een tegeltableau met Visch & Fruithandel met links en rechts een blauw tegeltableau. Daarboven begint de volgende verdieping. Deze heeft hetzelfde uiterlijk als de verdieping daaronder, maar hier eindigen de klapdeuren met een boog. In het verdiepingsvlak wel dezelfde bloemmotieven. De asymmetrie neemt hier toen met consoles voor een horizontale lijn. Rechts zijn twee consoles te zien, links slechts één; maar op de hier doorlopend pilaster is ook een console geplaatst, als ook twee ijzeren ringen voor het houden van vlaggenmast dan wel -stok. De bovenste etage is geheel asymmetrisch. Van links naar rechts zijn daar de pilaster, twee gotisch aandoende boogconstructies, een hijsbalk annex –haak onder een afdak. Het wordt afgesloten door de zolderetage met klapdeuren conform de etage eronder. Aan beide zijden daarvan beginnen de consoles voor het torentje voor het piramidevormige puntdak. Ook voor deze deuren is een hijsbalk geplaatst. Het huisnummer is uitgevoerd in art nouveau typografie.

## Situatie 1956
In 1956 droeg het gebouw nog steeds de naam N. Roeraade op een reclameschot dat de bovenlichten van de etalage afdekte en een ruitbeschildering. Het gebouw had toen het uiterlijk van een pakhuis. Zo ontbraken afrasteringen bij de klapdeuren. Ook van de beschilderde motieven op de bepleisterde vlakken was toen nog niets te zien (vermoedelijk aangebracht in periode van de duikschool rond 1980). Wat ook ontbrak is het houten beeld aan de gevel.
Op de begane grond komt uit de boogconstructie een houten beeldhouwwerk naar voren, dat veel jonger is. Op foto’s voor 1981 (toen er ook kortstondig een duikschool was gevestigd) is het beeld namelijk niet te zien (raadpleging beeldbank Amsterdam). In de jaren 1983-1988 was er Stichting Makkom (Makkom is een variant op Mokum, plaats/stad) gevestigd; het was een tentoonstellingsruimte voor opkomende kunstenaars en onderzoekscentrum voor kunst in de breedste zin des woords. Kunstenaar Joseph Semah en Hedie Meyling waren de initiatiefnemers. Of het beeld van hem is, is niet bekend.
In 2022 is de firma Restored gevestigd op genoemd adres.

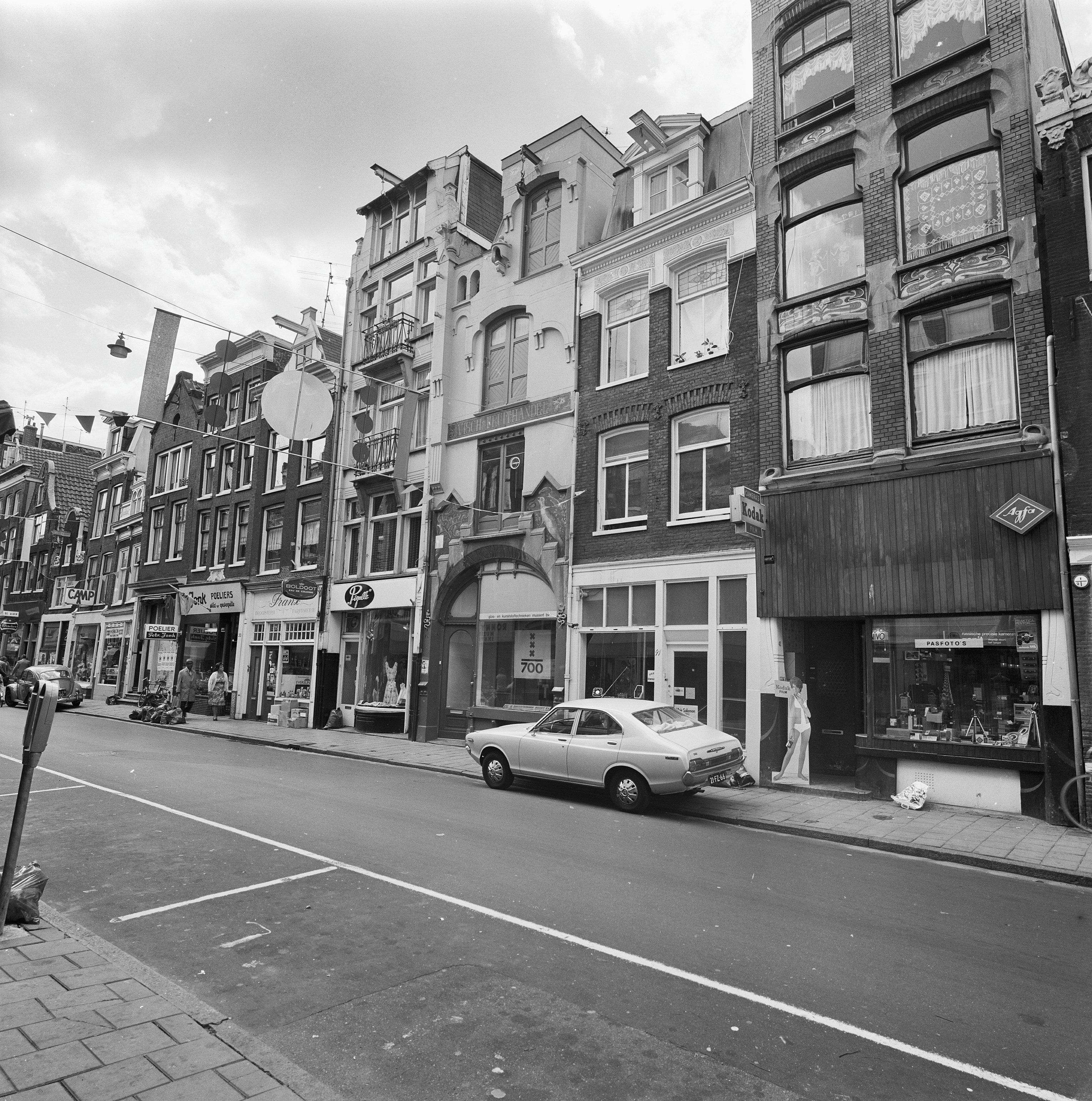
Het gebouw in 1976)

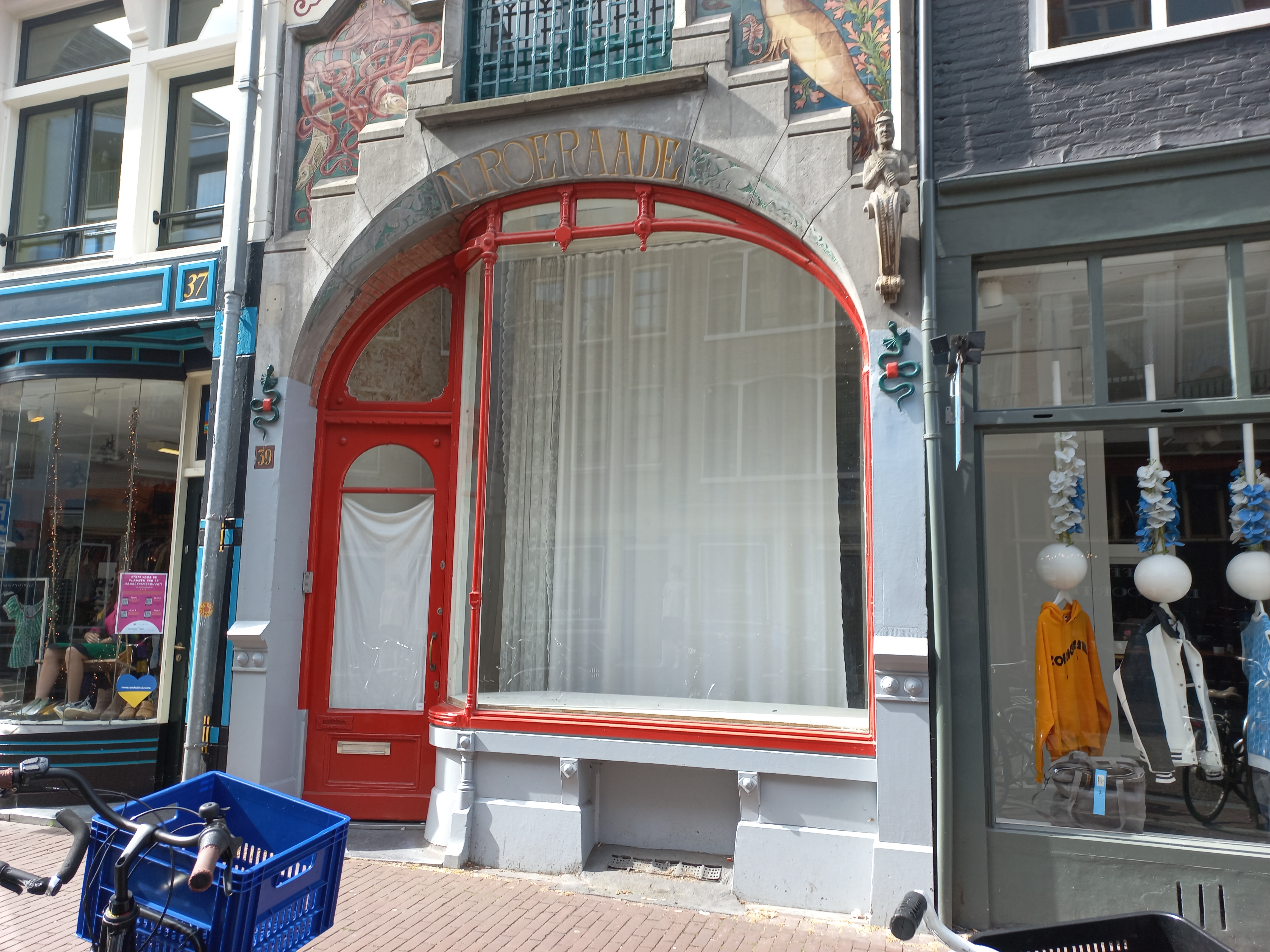
onderstuk (augustus 2022)